# Koninklijke Auping

Das Logo des Herstellers

Das Familienunternehmen Koninklijke Auping bv ist ein selbständiger Bettenhersteller mit Hauptsitz in Deventer (Niederlande).

## Geschichte

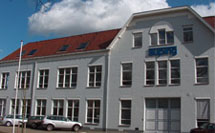
Der Auping-Unternehmenssitz

Im Jahr 1888 erhielt Johannes Auping, Schmied in der niederländischen Stadt Deventer, vom Direktor des Krankenhauses "Sint Geertruiden" den Auftrag, ein Bett zu entwickeln, das hygienischer sein sollte als die bisher üblichen Betten. Seine neue Idee bestand aus gedrehten und ineinander geflochtenen Eisendrähten, die in einen Eisenrahmen gespannt waren. 2 Jahre später gibt das Bürgerkrankenhaus in Amsterdam die erste große Bestellung auf und möchte 40 Exemplare der "stählernen Gesundheitsmatratze". Der Spezialisierung auf Unterfederungen für Betten folgten später Matratzen und Boxspringbetten. So entwickelte sich Auping zum Marktführer in den Niederlanden. Zum 100-jährigen Jubiläum erhielt Auping den Zusatz „Königlich“. Ab jetzt lautet die vollständige Firmenbezeichnung „Koninklijke Auping bv“. 

## Geschäftstätigkeit
Heute verfügt Auping über ein weltweites Netz an Filialen, Fachhändlern und Ausstellungsräumen. 
In Deutschland vertreibt Auping seine Produkte bei über 40 Fachhändlern sowie in eigenen Auping Filialen. Die Betten werden zusammen mit Wissenschaftlern und renommierten Designern entwickelt, darunter Frans de la Haye und Thomas Althaus.

## Auszeichnungen
- 2012: Red Dot Design Award für das Bett "Essential"
- 2016: Stiftung Warentest Testsieger 09/16 für das Boxspringbett "Criade"